# Edmond de Stoutz
Pour les articles homonymes, voir De Stoutz.
Edmond de Stoutz, né le 18 décembre 1920 à Zurich et mort le 28 janvier 1997 dans la même ville, est un chef d'orchestre suisse.

## Carrière
Enfant, il apprend le piano avec Amie Münch en Alsace. Il travaille également le violoncelle, le hautbois, la percussion. Adolescent, il dirige l'orchestre du Gymnase à Zurich. Il s'oriente quelque temps vers le droit puis revient à la musique en obtenant un diplôme d'enseignement du violoncelle et de théorie musicale. Il perfectionne la direction d'orchestre à Salzbourg et Vienne puis en 1946 il fonde un orchestre de chambre qui en 1951 prend le nom d'Orchestre de chambre de Zurich.
Avec sa formation il se produit dans le monde entier et en 1962 il fonde un chœur mixte à Zürich.

## Créations
- le Concerto per clavicembalo e orchestra da camera de Peter Mieg (1953)
- le Concerto pour orchestre à cordes de Walter Gieseler (1958)
- le Divertimento pour cordes de Paul Huber (1959)
- le Polyptyque pour violon et deux petits orchestres à cordes de Frank Martin (1973)
- le Adagio sospeso de Rolf Urs Ringger (1984)

## Discographie sélective
- Marc-Antoine Charpentier, Concert pour quatre parties de violes H.545, Joseph Bodin de Boismortier, Sonate pour cordes en la mineur, Jean-Marie Leclair, Sonate pour cordes en ré mineur, Jean-Philippe Rameau, Suite en sol mineur pour orchestre à cordes, Zürcher Kammerorchester, Dirigent Edmond de Stoutz. LP Schwann Musica mundi 1981.